# Pachycara pammelas
Pachycara pammelas är en fiskart som beskrevs av Anderson, 1989. Pachycara pammelas ingår i släktet Pachycara och familjen tånglakefiskar. Inga underarter finns listade i Catalogue of Life.